# Hontalbilla del Monte
Hontalbilla del Monte (también conocido como Hontalbilla de Valcorba) es un despoblado español situado en el término municipal de Torrescárcela, en la provincia de Valladolid, comunidad autónoma de Castilla y León. Formó parte de la Comunidad de Villa y Tierra de Cuéllar, estando encuadrada en el Sexmo de Valcorba, y tras su despoblación su término municipal fue incluido en el municipio de Torrescárcela, pasando a pertenecer a la provincia de Valladolid en 1833 con la nueva ley de municipios y provincias.
El lugar que ocupó esta localidad se encuentra situado geográficamente al sureste del sexmo, en la parte más alta del Valle de Valcorba, hacia el norte, a media legua de Bahabón y Torrescárcela.

## Historia
Hontalbilla del Monte debió surgir hacia el siglo XI, al igual que la mayor parte de aldeas pertenecientes a la Comunidad de Villa y Tierra de Cuéllar, creada con la repoblación de la villa de Cuéllar efectuada por el conde Pedro Ansúrez en el referido siglo. En el año 1202 aparece citada como “Font Alviella de Val Corva”, denominación que se mezcla en documentos con la de “Fuent Alviella del Monte”, Fuent Alviella, Fonti Albiella, Fontalviella o Fontalvella, todos ellos con una etimología derivada de los vocablos latinos “hont” (fuente) y albus (blanco), por lo que vendría a significar de la fuente blanca o blanquecina.
A pesar de que su desaparición debió tener lugar entre finales del siglo XIV y principios del siglo XV, son numerosos los restos que aún se conservan de lo que fuera la aldea. Se mantienen las cimentaciones de varias viviendas, dibujándose el trazado de alguna de sus calles, así como restos de lo que fuera su iglesia parroquial; además, hasta finales del siglo XX se conservaron los cimientos de lo que pudo ser una ermita, al sur del núcleo urbano. Teniendo en cuenta los restos conservados, así como otros factores, es posible que la localidad fuese en su momento de mayor importancia que otros núcleos como Campaspero, Pociague, Santibáñez de Valcorba o Torrescárcela, y muy similar al también despoblado de Minguela.
La principal causa de su desaparición debió ser la depresión demográfica sufrida en toda Castilla en el siglo XIV, que conllevó dificultades sociales, políticas, religiosas y por supuesto económicas, que hicieron se produjese la desaparición de un buen número de lugares poblados hasta entonces.